# Radisne (rejon odeski)
Radisne – osiedle na Ukrainie, w obwodzie odeskim, w rejonie odeskim. W 2024 roku liczyło 630 mieszkańców.
Do 2016 roku miejscowość nosiła nazwę Żowtnewa Rewolucija (Жовтнева Революція).